# Greed Killing
| Recensione | Giudizio |
| ---------- | -------- |
| AllMusic   |          |

Greed Killing è il sesto EP del gruppo musicale britannico Napalm Death.
Venne pubblicato nel 1995 dalla Earache Records, e contiene due canzoni tratte da Diatribes e quattro inediti tratti, anch'essi, dalla sessione di registrazione dello stesso album.

## Tracce
1. Greed Killing – 3:06
2. My Own Worst Enemy – 3:36
3. Self Betrayal – 4:38
4. Finer Truths, White Lies – 3:00
5. Antibody – 2:51
6. All Links Severed – 2:41
7. Plague Rages (live) – 3:48

## Formazione
- Mark "Barney" Greenway - voce
- Shane Embury - basso
- Mitch Harris - chitarra
- Jesse Pintado - chitarra
- Danny Herrera - batteria